# Warwick
För andra betydelser, se Warwick (olika betydelser).
Warwick är en stad och civil parish i Warwick distrikt i Warwickshire i England. Staden är grevskapet Warwickshires traditionella administrativa huvudort, och ligger vid floden Avon. År 2001 hade staden 23 350 invånare. Warwicks mest kända byggnad är medeltidsslottet Warwick Castle som haft en betydande roll i Englands historia.